# Herguijuela de la Sierra
Herguijuela de la Sierra ist ein westspanischer Ort und eine Gemeinde (municipio) mit 226 Einwohnern (Stand: 2024) in der Provinz Salamanca in der Autonomen Gemeinschaft Kastilien-León. Neben dem Hauptort Herguijuela befindet sich die Ortschaft Rebollosa in der Gemeinde.

## Lage und Klima
Herguijuela de la Sierra liegt etwa 75 Kilometer südwestlich von Salamanca in einer Höhe von etwa 650 m und teilweise im Parque Natural de las Batuecas y Sierra de Francia. Der Río Landrillar mündet auf der südwestlichen Grenze der Gemeinde laufend in den Río Alagón, der die südöstliche Gemeindegrenze bildet. 
Das Klima ist gemäßigt bis warm; Regen (ca. 696 mm/Jahr) fällt hauptsächlich im Winterhalbjahr.

## Bevölkerungsentwicklung
| Jahr      | 1970 | 1981 | 1991 | 2001 | 2011 | 2021 |
| Einwohner | 590  | 486  | 409  | 317  | 296  | 241  |

Der Bevölkerungsrückgang seit den 1950er Jahren ist im Wesentlichen auf die Mechanisierung der Landwirtschaft, die Aufgabe von bäuerlichen Kleinbetrieben und den damit einhergehenden Verlust an Arbeitsplätzen zurückzuführen.

## Sehenswürdigkeiten
- Kirche Mariä Himmelfahrt (Iglesia de Nuestra Señora de la Asunción)
- Kapelle

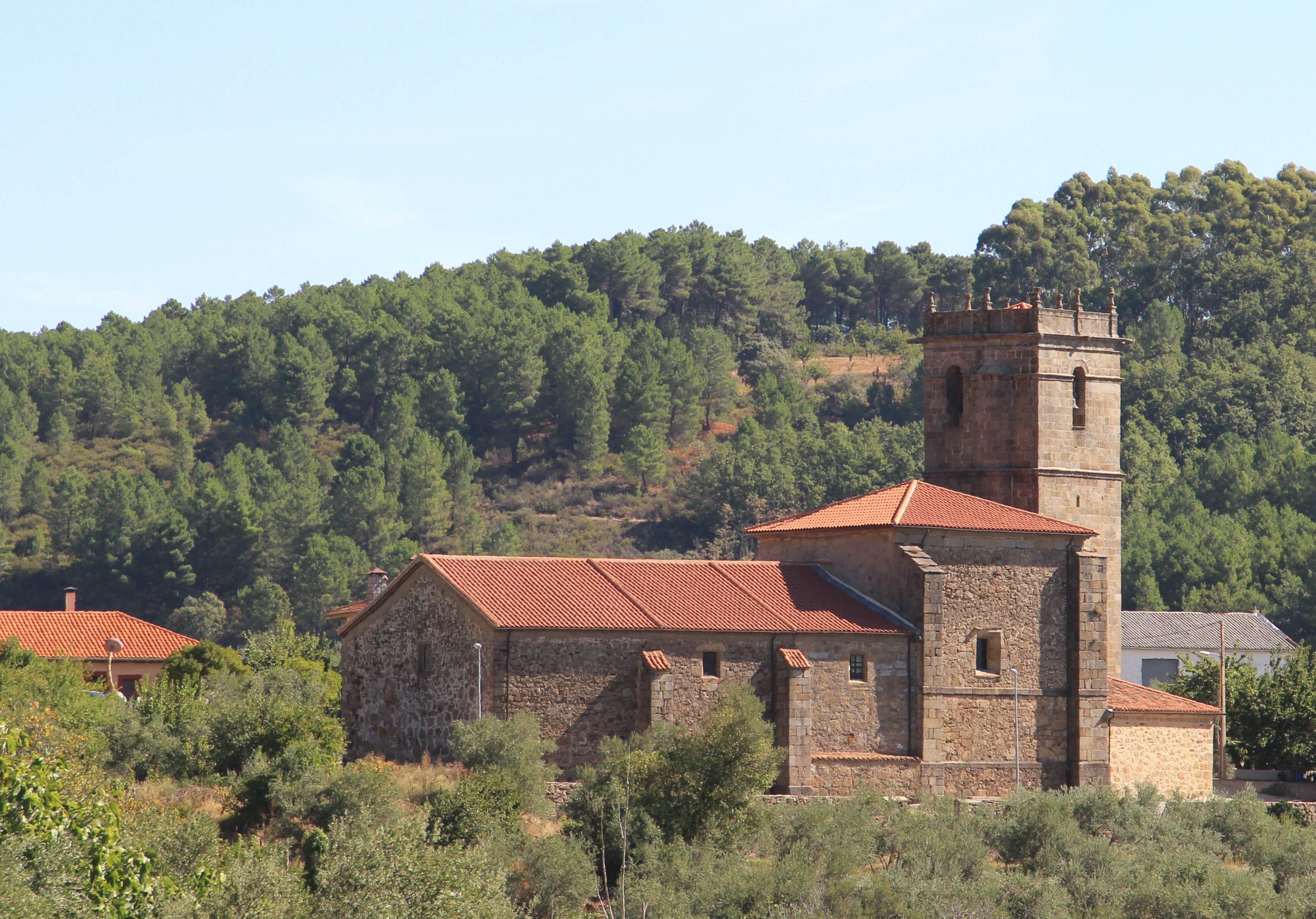
Kirche Mariä Himmelfahrt
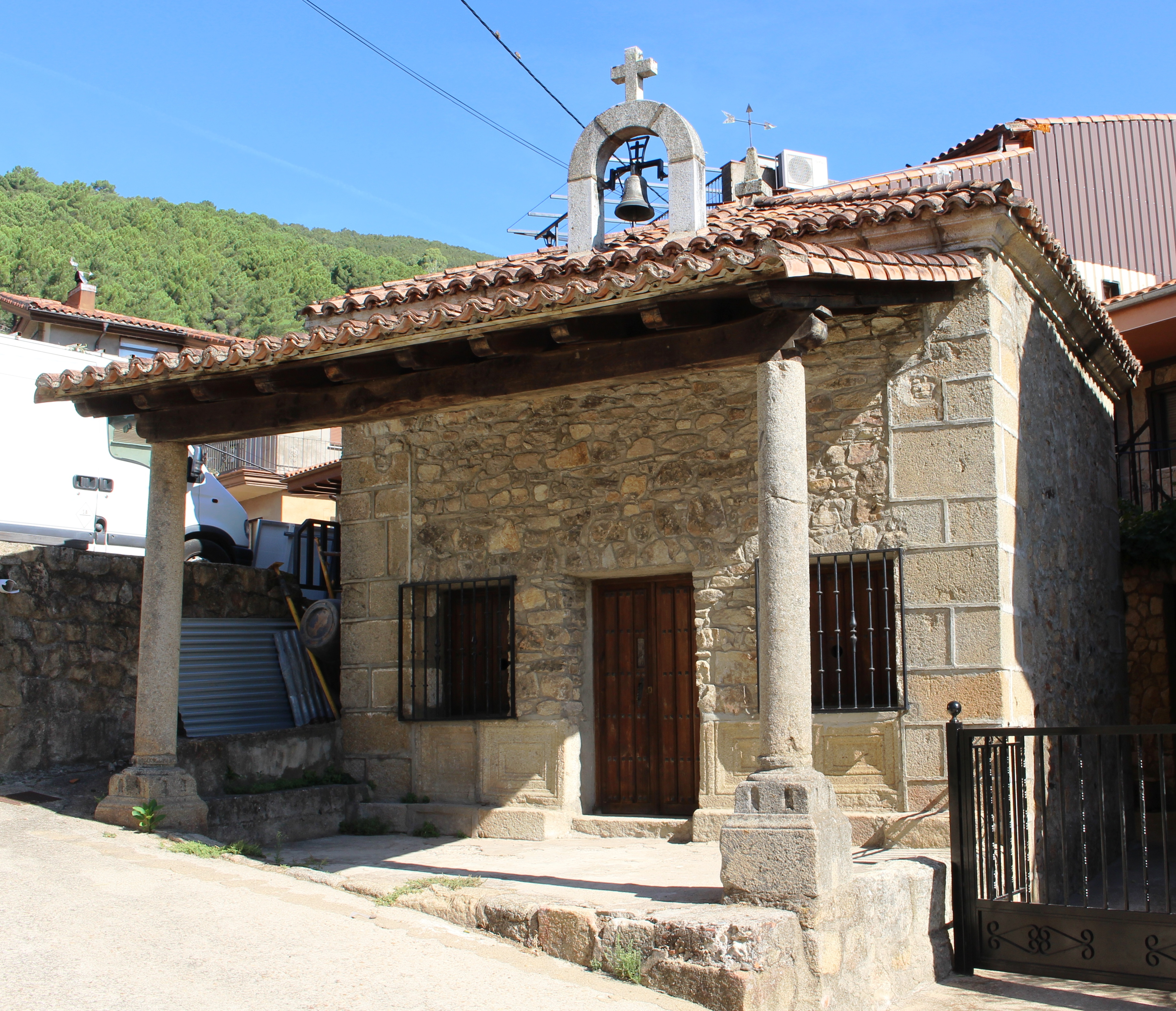
Kapelle
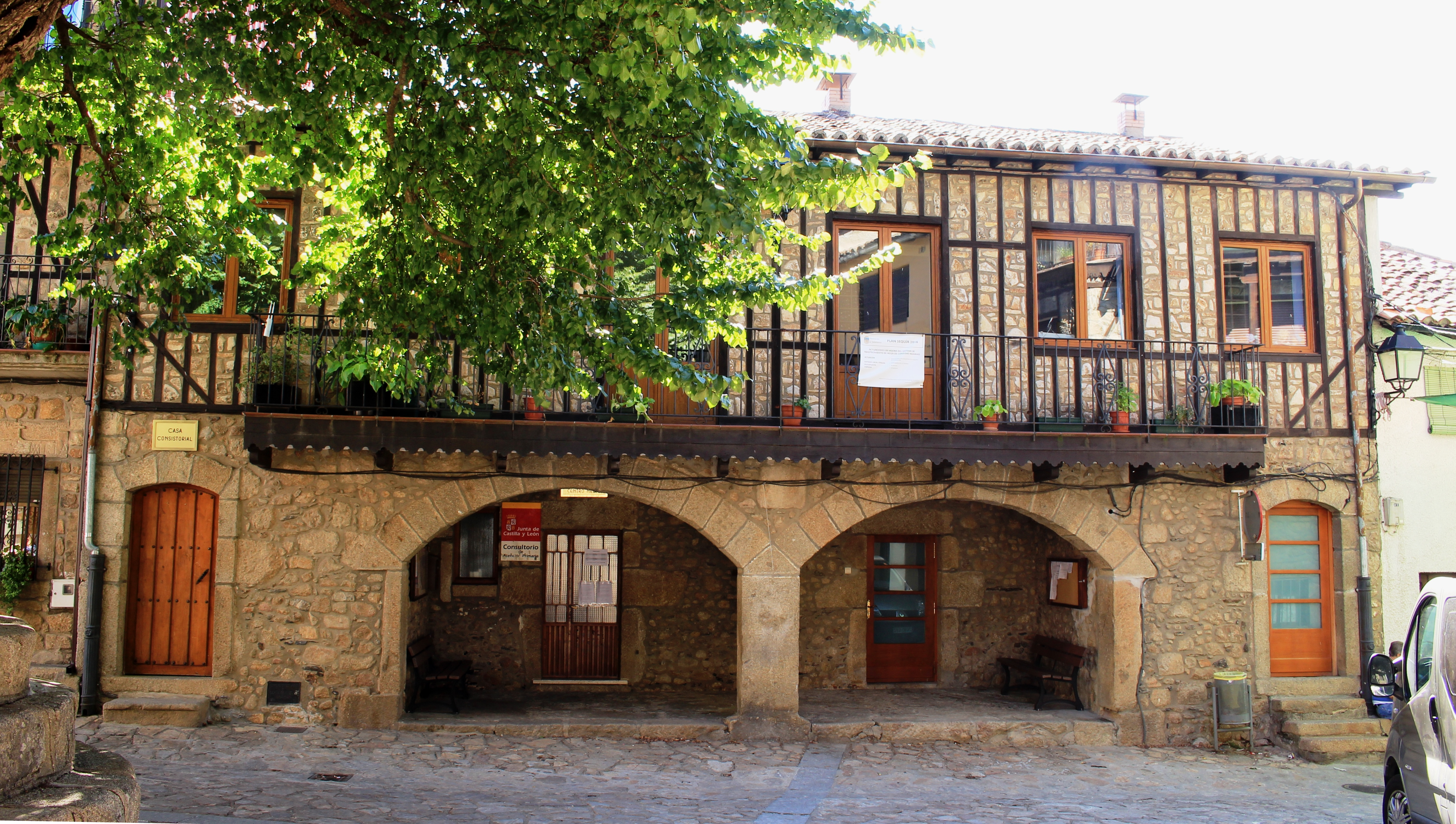
Rathaus